# Karsimusjärvi (sjö i Kemijärvi, Lappland, 66,69 N, 27,58 Ö)
Karsimusjärvi är en sjö i kommunen Kemijärvi i landskapet Lappland i Finland. Arean är 37 hektar och strandlinjen är 2,87 kilometer lång. Sjön  ingår i Kemi älvs huvudavrinningsområde.   Den ligger omkring 84 kilometer öster om Rovaniemi och omkring 740 kilometer norr om Helsingfors. 